# 小行星5626
小行星5626（英語：5626）是一颗围绕太阳公转的小行星。1991年3月18日，太空监视在基特峰发现了此天体。
这颗小行星的绝对星等为231.4405342647077等。